# 대부중학교
대부중학교(大阜中學校)는 대한민국 경기도 안산시 단원구 대부북동에 있는 공립 중학교이다.

## 학교 연혁
- 1958년 4월 8일 : 대부중학교 3학급 설립 인가
- 1958년 5월 3일 : 대부중학교 개교(중1회 입학)
- 1966년 12월 12일 : 대부중학교 6학급 증설 인가
- 1976년 12월 28일 : 대부종합고등학교 6학급 설립 인가(보통과, 상업과)
- 2020년 9월 1일 : 중학교 제28대 신천재 교장 취임
- 2024년 1월 5일 : 중학교 제64회 41명(연인원 5,187명) 졸업
- 2024년 1월 5일 : 고등학교 제45회 20명(연인원 2,941명) 졸업
- 2024년 3월 4일 : 중학교 제67회 25명 입학
- 2024년 3월 4일 : 고등학교 제48회 26명(보통과 26명) 입학

## 참고 자료
- 대부중학교 - 한국교육학술정보원 학교알리미